# Badminton-Europameisterschaft 1972
Die 3. Badminton-Europameisterschaft fand in Karlskrona (Schweden) vom 12. April bis zum 16. April 1972 statt und wurde von der European Badminton Union und dem Svenska Badmintonförbundet ausgerichtet. An den ersten beiden Tagen wurde der Teamwettbewerb ausgetragen. Es war bis 1990 die einzige Teilnahme von DDR-Badmintonspielern an einer EM. Monika Thiere wurde im Einzel Fünfte und im Doppel mit Annemarie Richter Neunte. Annemarie Richter wurde auch im Einzel Neunte.

## Medaillengewinner
| Disziplin    | Gold | Silber | Bronze |
| ------------ | --- | --- | --- |
| Herreneinzel | Wolfgang Bochow                                                                                                  | Klaus Kaagaard | Ray Stevens |
| Herreneinzel | Wolfgang Bochow                                                                                                  | Klaus Kaagaard | Flemming Delfs |
| Dameneinzel  | Margaret Beck | Gillian Gilks | Eva Twedberg |
| Dameneinzel  | Margaret Beck | Gillian Gilks | Joke van Beusekom |
| Herrendoppel | Willi Braun Roland Maywald                                                                                       | Derek Talbot Elliot Stuart | Erland Kops Elo Hansen |
| Herrendoppel | Willi Braun Roland Maywald                                                                                       | Derek Talbot Elliot Stuart | Wolfgang Bochow Gerhard Kucki |
| Damendoppel  | Gillian Gilks Judy Hashman                                                                                       | Margaret Beck Julie Rickard | Anne Flindt Pernille Kaagaard |
| Damendoppel  | Gillian Gilks Judy Hashman                                                                                       | Margaret Beck Julie Rickard | Annie Bøg Jørgensen Lene Køppen |
| Mixed        | Derek Talbot Gillian Gilks                                                                                       | Wolfgang Bochow Marieluise Wackerow | Roland Maywald Brigitte Steden |
| Mixed        | Derek Talbot Gillian Gilks                                                                                       | Wolfgang Bochow Marieluise Wackerow | Gert Perneklo Eva Twedberg |
| Teams        | England David Eddy Ray Stevens Elliot Stuart Derek Talbot Margaret Beck Gillian Gilks Judy Hashman Julie Rickard | Dänemark Flemming Delfs Elo Hansen Klaus Kaagaard Erland Kops Annie Bøg Jørgensen Anne Flindt Karin Jørgensen Pernille Kaagaard Lene Køppen | BR Deutschland Wolfgang Bochow Willi Braun Gerhard Kucki Roland Maywald Michael Schnaase Karin Kucki Brigitte Steden Marieluise Wackerow Gudrun Ziebold |

## Resultate

### Halbfinale
| Disziplin    | Sieger                              | Finalist                        | Ergebnis          |
| ------------ | ----------------------------------- | ------------------------------- | ----------------- |
| Herreneinzel | Wolfgang Bochow                     | Ray Stevens                     | 15–4, 15–4        |
| Herreneinzel | Klaus Kaagaard                      | Flemming Delfs                  | 18–13, 8–15, 15–7 |
| Dameneinzel  | Gillian Gilks                       | Eva Twedberg                    | 11–2, 11–7        |
| Dameneinzel  | Margaret Beck                       | Joke van Beusekom               | 11–2, 11–1        |
| Herrendoppel | Roland Maywald Willi Braun          | Elo Hansen Erland Kops          | 15–13, 15–8       |
| Herrendoppel | Derek Talbot Elliot Stuart          | Gerhard Kucki Wolfgang Bochow   | Walkover          |
| Damendoppel  | Judy Hashman Gillian Gilks          | Anne Flindt Pernille Kaagaard   | 15–5, 15–10       |
| Damendoppel  | Julie Rickard Margaret Beck         | Annie Bøg Jørgensen Lene Køppen | 15–9, 15–7        |
| Mixed        | Derek Talbot Gillian Gilks          | Roland Maywald Brigitte Steden  | 15–1, 15–9        |
| Mixed        | Wolfgang Bochow Marieluise Wackerow | Gert Perneklo Eva Twedberg      | 15–11, 15–8       |

### Finale
| Disziplin    | Sieger                     | Finalist                            | Ergebnis     |
| ------------ | -------------------------- | ----------------------------------- | ------------ |
| Herreneinzel | Wolfgang Bochow            | Klaus Kaagaard                      | 15–5, 15–2   |
| Dameneinzel  | Margaret Beck              | Gillian Gilks                       | 11–0, 11–1   |
| Herrendoppel | Roland Maywald Willi Braun | Derek Talbot Elliot Stuart          | 15–11, 18–15 |
| Damendoppel  | Judy Hashman Gillian Gilks | Julie Rickard Margaret Beck         | 15–11, 15–7  |
| Mixed        | Derek Talbot Gillian Gilks | Wolfgang Bochow Marieluise Wackerow | 15–6, 15–4   |

## Mannschaften

### Gruppe 1
| Pos. | Team           | W | L | MF | MA\| | MD  | Pts. |
| ---- | -------------- | - | - | -- | ---- | --- | ---- |
| 1    | England        | 4 | 0 | 16 | 4    | +12 | 4    |
| 2    | Dänemark       | 3 | 1 | 13 | 7    | +6  | 3    |
| 3    | BR Deutschland | 2 | 2 | 11 | 9    | +2  | 2    |
| 4    | Schweden       | 1 | 3 | 9  | 11   | −2  | 1    |
| 5    | Schottland     | 0 | 4 | 1  | 19   | −18 | 0    |

### Gruppe 2

#### Sektion A
|  | Halbfinale | Halbfinale       | Halbfinale |  |  | Finale | Finale           | Finale |
|  |            |                  |            |  |  |        |                  |        |
|  |            |                  |            |  |  |        |                  |        |
|  |            | Tschechoslowakei | 5          |  |  |        |                  |        |
|  |            | Jugoslawien      | 0          |  |  |        |                  |        |
|  |            |                  |            |  |  |        | Tschechoslowakei | 0      |
|  |            |                  |            |  |  |        | Irland           | 5      |
|  |            | Wales            | 1          |  |  |        |                  |        |
|  |            | Irland           | 4          |  |  |        |                  |        |
|  |            |                  |            |  |  |        |                  |        |

| Endstand | Endstand         |
| Pos.     | Team             |
| -------- | ---------------- |
| 1        | Irland           |
| 2        | Tschechoslowakei |
| 3        | Wales            |
| 4        | Jugoslawien      |

#### Sektion B
| Pos. | Team        | W | L | MF | MA\| | MD | Pts. | Ergebnis          |   | Niederlande | Österreich | Finnland |
| 1    | Niederlande | 2 | 0 | 9  | 1    | +8 | 2    | Platz 6 bis 9     | — | 5–0         | 4–1        |          |
| 2    | Österreich  | 1 | 1 | 5  | 5    | 0  | 1    | Platz 6 bis 9     |   | —           | 5–0        |          |
| 3    | Finnland    | 0 | 2 | 1  | 9    | −8 | 0    | 10. bis 12. Platz |   |             | —          |          |

### Play-offs

#### 6. bis 9. Platz
|  | 6. bis 9. Platz | 6. bis 9. Platz  | 6. bis 9. Platz |  |  | 6. Platz | 6. Platz    | 6. Platz |
|  |                 |                  |                 |  |  |          |             |          |
|  |                 |                  |                 |  |  |          |             |          |
|  | A1              | Irland           | 4               |  |  |          |             |          |
|  | B2              | Österreich       | 1               |  |  |          |             |          |
|  |                 |                  |                 |  |  | A1       | Irland      | 1        |
|  |                 |                  |                 |  |  | B1       | Niederlande | 4        |
|  | A2              | Tschechoslowakei | 0               |  |  |          |             |          |
|  | B1              | Niederlande      | 5               |  |  |          |             |          |
|  |                 |                  |                 |  |  |          |             |          |

#### 10. bis 12. Platz
| Pos. | Team        | W | L | MF | MA\| | MD | Pts. | Ergebnis  |   | Wales | Jugoslawien | Finnland |
| 1    | Wales       | 2 | 0 | 9  | 1    | +8 | 2    | 10. Platz | — | 4–1   | 5–0         |          |
| 2    | Jugoslawien | 1 | 1 | 8  | 2    | +6 | 1    | 11. Platz |   | —     | 4–1         |          |
| 3    | Finnland    | 0 | 2 | 1  | 9    | −8 | 0    | 12. Platz |   |       | —           |          |

### Endstand
- 1.  England
- 2.  Dänemark
- 3.  Deutschland
- 4.  Schweden
- 5.  Schottland
- 6.  Niederlande
- 7.  Irland
- 8.  Österreich
- 9.  Tschechoslowakei
- 10.  Wales
- 11.  Jugoslawien
- 12.  Finnland

## Medaillenspiegel
| Pos. | Land           | Gold | Silber | Bronze | Gesamt |
| ---- | -------------- | ---- | ------ | ------ | ------ |
| 1    | England        | 4    | 3      | 1      | 8      |
| 2    | BR Deutschland | 2    | 1      | 3      | 6      |
| 3    | Dänemark       | 0    | 2      | 4      | 6      |
| 4    | Schweden       | 0    | 0      | 2      | 2      |
| 5    | Niederlande    | 0    | 0      | 1      | 1      |